# Kris Meeke
Kris Meeke (Dungannon, 2 juli 1979) is een Brits rallyrijder afkomstig uit Noord-Ierland, die actief was in het wereldkampioenschap rally van 2011 tot 2019.

## Carrière

#### Beginjaren
Kris Meeke was werkzaam bij M-Sport als technisch vormgever, het bedrijf dat het team van Ford prepareert in hun activiteiten in het Wereldkampioenschap rally. Meeke kroop daarna zelf achter het stuur en maakte in 2000 zijn debuut in de rallysport. Hij was dat jaar actief in een Britse Peugeot 106 rally cup, waarin hij ondanks het missen van overwinningen indruk wist te wekken. In 2001 nam hij wederom deel aan deze serie en schreef tijdens de Swansea Rally zijn eerste overwinning op naam. In 2002 nam WK-rallyrijder en voormalig wereldkampioen Colin McRae Meeke onder zijn hoede. Meeke reed dat jaar met een Ford Puma in het Brits junioren kampioenschap, die hij dat jaar wist te winnen. Tevens debuteerde hij in Groot-Brittannië dat jaar ook in het WK.

#### 2003-2006: Junior World Rally Championship

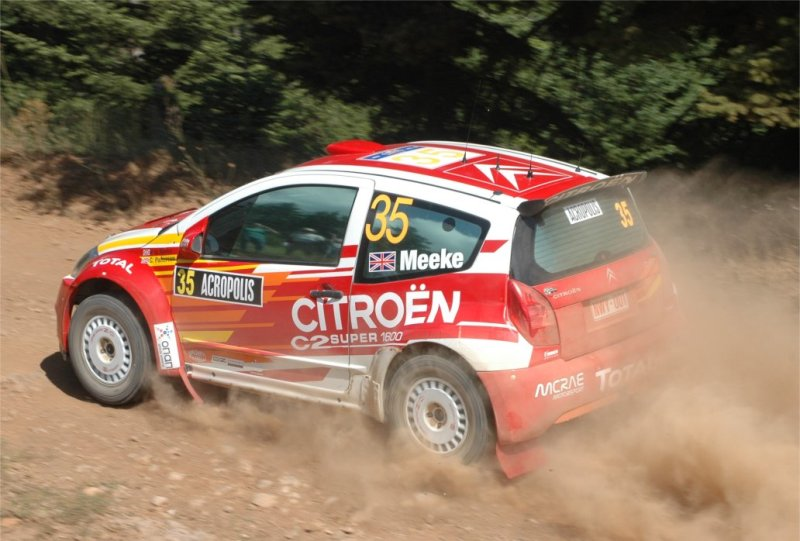
Meeke als JWRC-rijder actief in een Citroën C2 S1600 in 2005

In het seizoen 2003 nam hij voor het eerst deel aan het Junior World Rally Championship, actief met een Opel Corsa S1600. Alhoewel hij goed wist mee te komen met de concurrentie, bleek de gebrekkige betrouwbaarheid van het materiaal een smet op zijn titelkansen. In het seizoen 2004 behaalt hij in het JWRC enkele podium resultaten, maar overwinningen bleven wederom uit. Een overstap naar een Citroën C2 S1600 was nodig om die eerste klasse-overwinning binnen te halen, die hij in het seizoen 2005 in Monte Carlo op zijn naam schreef. Het kampioenschap werd echter gedomineerd door Daniel Sordo, maar een reeks aan goede klasseringen zorgde voor dat een derde plaats voor Meeke om de titelstrijd achter winnaar Sordo en tweede plaats Guy Wilks. Meeke maakte tevens voor de dat jaar verreden WK-ronde in Groot-Brittannië een eenmalige uitstap naar een Subaru Impreza WRC, wat daarmee zijn eerste optreden in een World Rally Car betekende. Hij eindigde de rally net buiten de punten op negende plaats algemeen. In het seizoen 2006 nam Meeke voor het laatst deel aan het JWRC. Hij won een van de rondes, maar het algehele seizoen verliep voor hem te wisselvallig om aanspraak te maken op de titel. In de jaren erna maakte hij nog slechts sporadische optredens in het WK.

#### 2009-2010: Intercontinental Rally Challenge

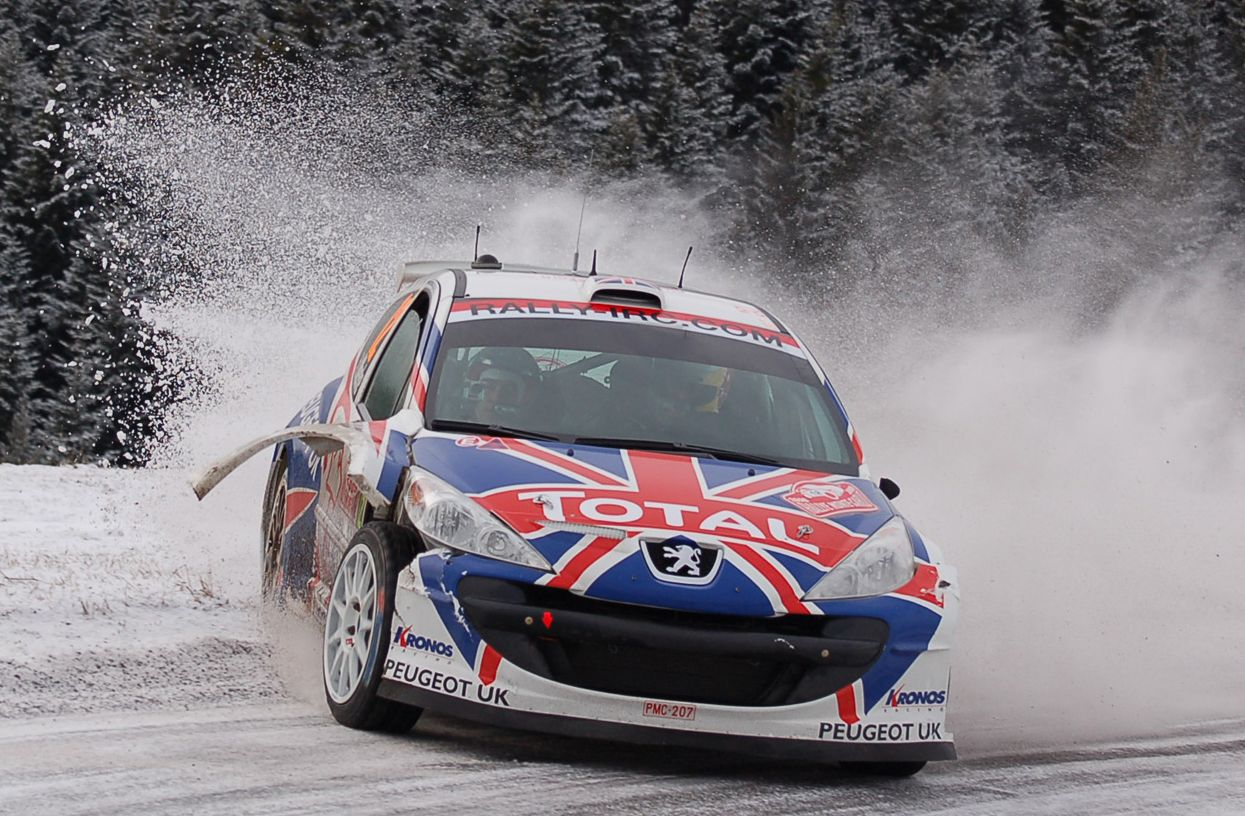
Tussen 2009 en 2010 kwam Meeke voor Peugeot UK uit in het IRC, de titel winnend in het eerstgenoemde jaar

In 2009 nam Meeke voor het eerst deel aan de Intercontinental Rally Challenge; een kampioenschap dat min of meer als tegenhanger werd gezien van het WK rally. Hij was daarin actief met een Peugeot 207 S2000 gesteund door de Britse Peugeot-importeur. Hij verongelukte hevig tijdens de seizoensopener in Monte Carlo, maar winst kwam er vervolgens drie keer achtereenvolgend, waaronder tijdens de Rally van Ieper. Later in het jaar won hij ook de klassieke Rally van San Remo, wat hem hiermee de IRC-titel deed opleveren. In 2010 nam hij in dezelfde hoedanigheid wederom deel aan het IRC. Hij won een van de rondes, maar het seizoen werd grotendeels getergd door opgaves. Wat betere resultaten tegen het einde van het seizoen bracht hem toch nog tot een derde plaats in het kampioenschap.

### Wereldkampioenschap rally

#### 2011: Mini

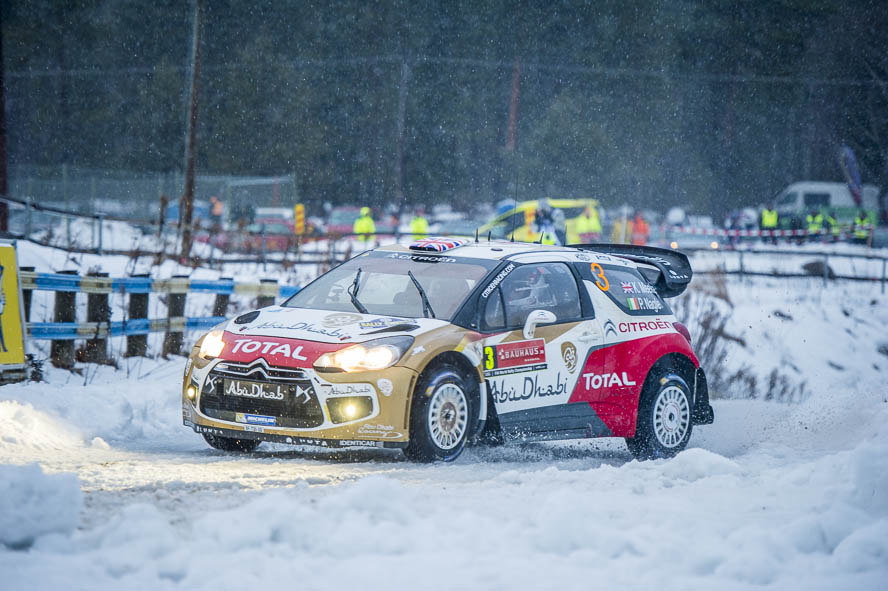
Meeke actief voor Citroën tijdens de rally van Zweden in 2014

In het seizoen 2011 keerde Meeke terug in het WK, nu voor het eerst als fabrieksrijder in een World Rally Car. Samen met zijn vaste navigator Paul Nagle werd hij een van de rijders bij nieuwkomer Mini, die onder preparatie van Prodrive een terugkeer maakte in de rallysport. Na een wat stroeve start, greep Meeke tijdens de WK-ronde in Catalonië met een vijfde plaats naar zijn eerste kampioenschapspunten toe, en schreef daar tevens zijn eerste klassementsproef overwinning op naam. Hij eindigde het seizoen vervolgens met een vierde plaats in Groot-Brittannië. Het team van Prodrive had niet het budget kunnen vinden om in 2012 twee fabrieksrijders in te zetten voor Mini, waardoor Meeke op een zijspoor belandde en uiteindelijk niet meer uitkwam voor het team.

#### 2013-2018: Citroën

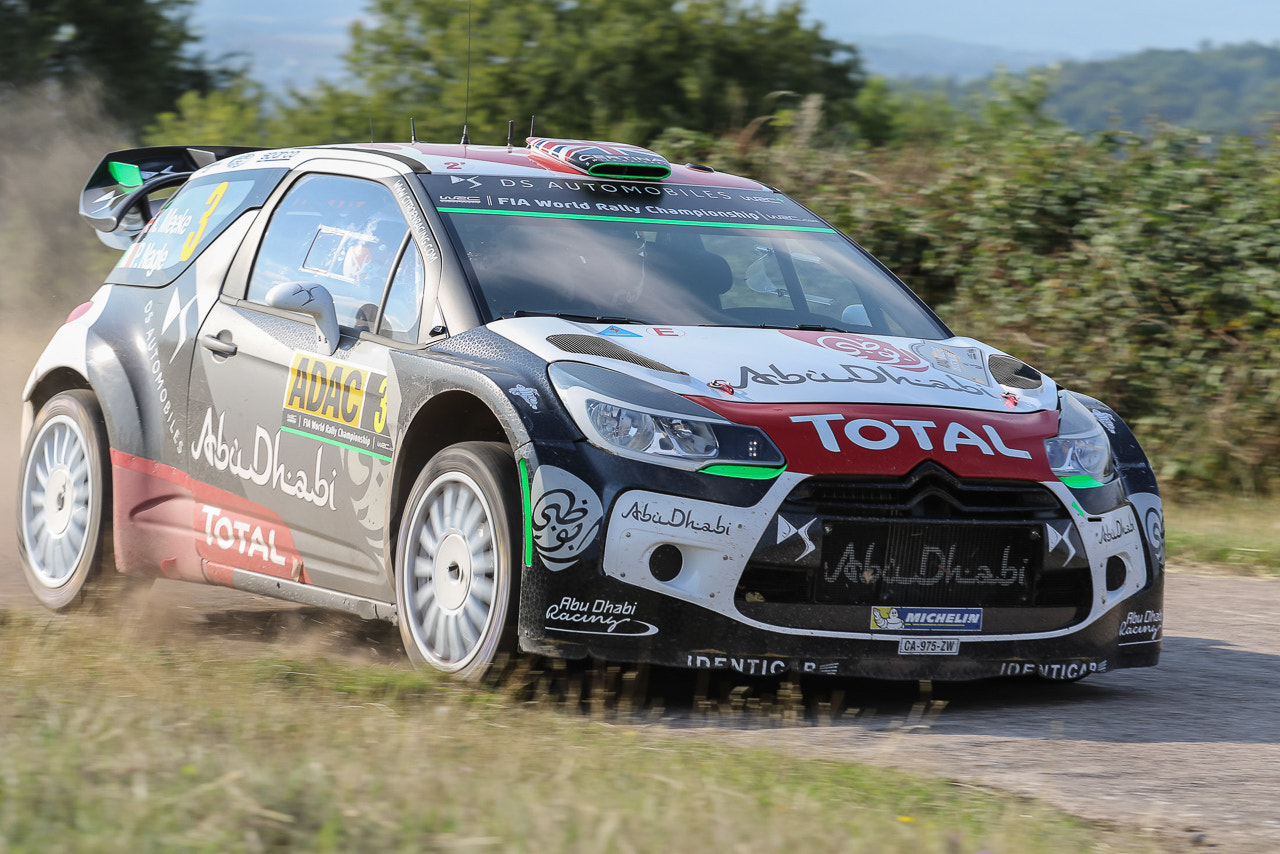
In 2015 won Meeke zijn eerste WK-rally, maar zijn seizoen verliep te wisselvallig om mee te dingen naar het kampioenschap

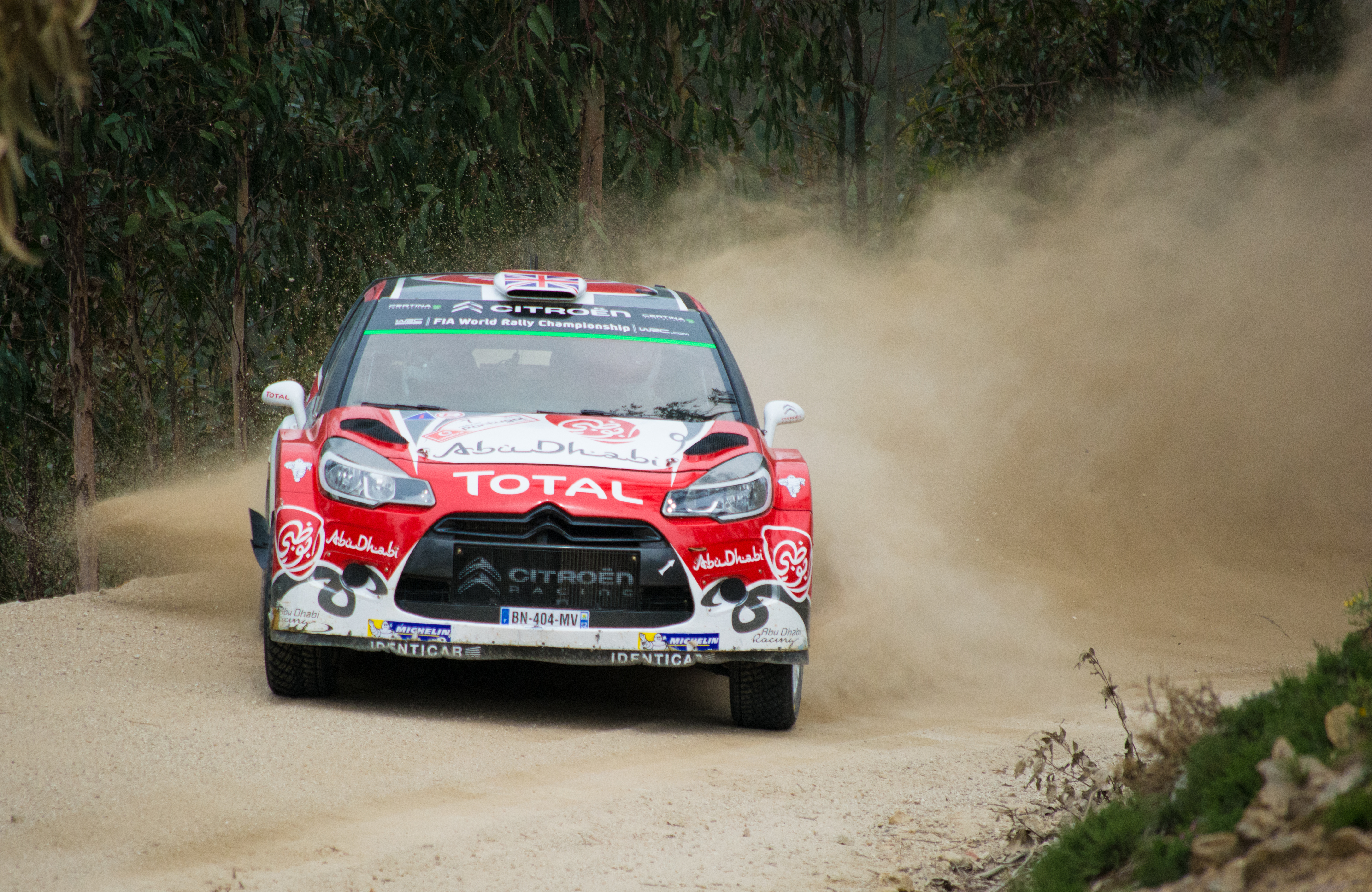
Meeke op weg naar zijn tweede WK-rally zege, in Portugal in 2016

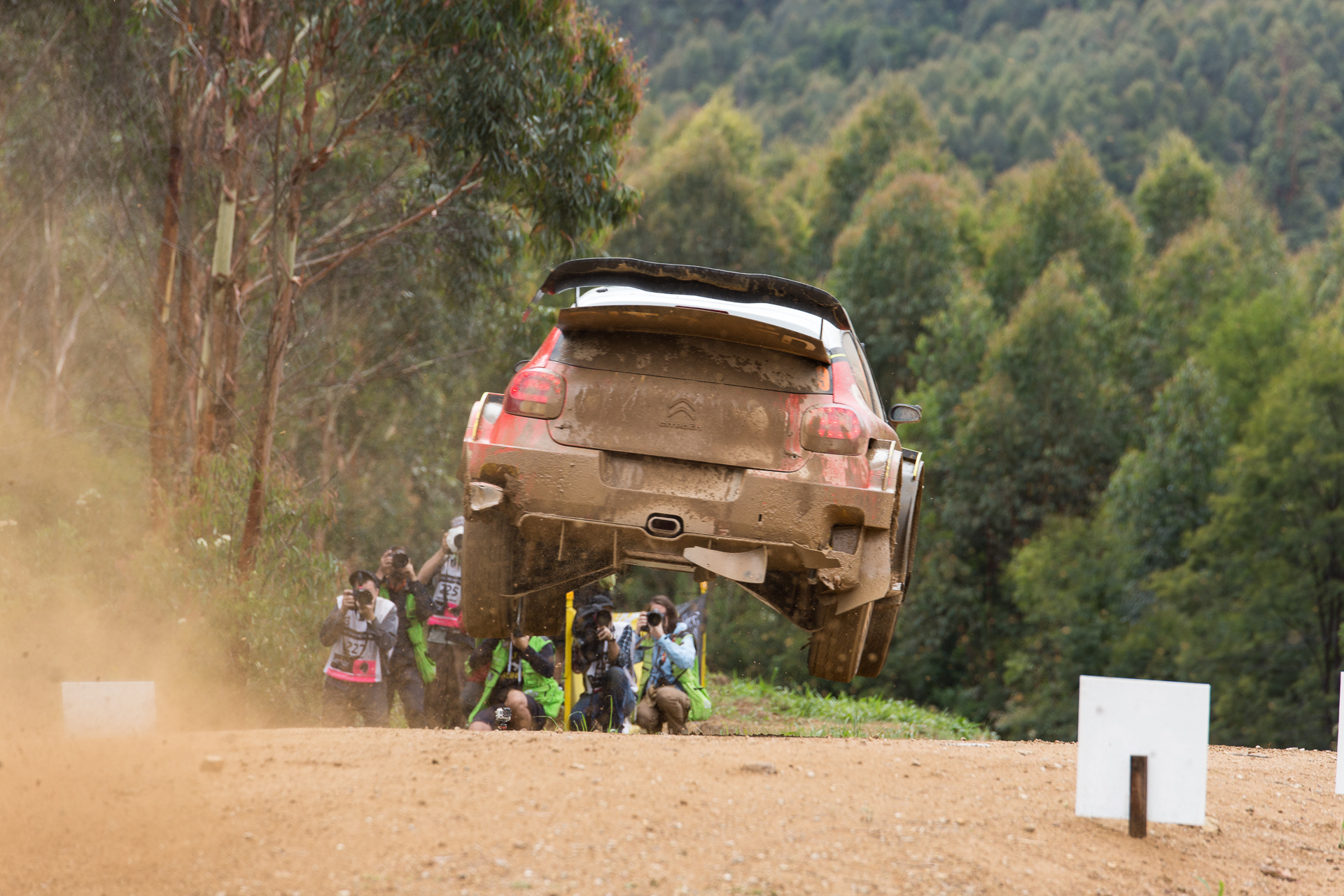
In 2017 tijdens de seizoensafsluiter in Australië

Meeke keerde terug op het hoogste niveau tijdens de WK-ronde van Finland in 2013, rijdend met een fabrieksingeschreven Citroën DS3 WRC. Hij nam voor het team ook deel in Australië als vervanger van Daniel Sordo, maar net als in Finland verongelukte hij en zat een finish resultaat er niet in. Voor het seizoen 2014 rijdt Meeke een volledig programma met Citroën in het WK. Meeke won zijn eerste WK-rally in het seizoen 2015, in Argentinië. Hij was daarmee de eerste Britse winnaar van een WK-evenement sinds Colin McRae in 2002.
In 2017 voert hij het team opnieuw aan met de introductie van de nieuwe Citroën C3 WRC. Meeke won de derde rally van het jaar in Mexico. De voorlaatste rally won Meeke in Spanje.
Na de WRC rally van Portugal in 2018 werd Meeke aan de kant geschoven bij Citroën, de reden daarvoor was omdat hij te veel van de baan ging tijdens de rally's. Datzelfde jaar was hij te zien in België (Condroz rally) met een Skoda Fabia R5 waar hij niet aankwam door een probleem met de motor.

#### 2019: Toyota
Meeke zal in het kampioenschap van 2019 voor het fabrieksteam rijden van Toyota met Sebastian Marshall aan zijn zijde als nieuwe navigator. Op 10 december 2019 maakte Meeke via sociale media bekend dat hij het WRC vaarwel zegt en zich wat gaat focussen op andere passies. 

## Complete resultaten in het wereldkampioenschap rally
| Seizoen | Inschrijving                | Auto                       | 1       | 2       | 3       | 4       | 5       | 6       | 7       | 8       | 9       | 10      | 11      | 12      | 13     | 14      | 15      | 16      | Pos. | Punten |
| ------- | --------------------------- | -------------------------- | ------- | ------- | ------- | ------- | ------- | ------- | ------- | ------- | ------- | ------- | ------- | ------- | ------ | ------- | ------- | ------- | ---- | ------ |
| 2002    | Kris Meeke                  | Ford Puma S1600            | MON     | ZWE     | FRA     | SPA     | CYP     | ARG     | GRI     | KEN     | FIN     | DUI     | ITA     | NZL     | AUS    | GBR DNF |         |         | –    | 0      |
| 2003    | Kris Meeke                  | Opel Corsa S1600           | MON 29  | ZWE     | TUR DNF | NZL     | ARG     | GRI DNF | CYP     | DUI     | FIN DNF | AUS     | ITA DNF | FRA     | SPA 19 | GBR DNF |         |         | –    | 0      |
| 2004    | Kris Meeke                  | Opel Corsa S1600           | MON 14  | ZWE     | MEX     | NZL     | CYP     | GRI DNF | TUR DNF | ARG     | FIN DNF | DUI     | JPN     | GBR 20  | ITA 16 | FRA     |         |         | –    | 0      |
| 2004    | Kris Meeke                  | Citroën C2 S1600           |         |         |         |         |         |         |         |         |         |         |         |         |        |         | SPA 25  | AUS     | –    | 0      |
| 2005    | Kris Meeke                  | Citroën C2 S1600           | MON 11  | ZWE     | MEX     | NZL     | ITA 20  | CYP     | TUR     | GRI 26  | ARG     | FIN 39  | DUI 14  |         |        | FRA 25  | SPA 28  | AUS     | –    | 0      |
| 2005    | Kris Meeke                  | Subaru Impreza WRC2004     |         |         |         |         |         |         |         |         |         |         |         | GBR 9   | JPN    |         |         |         | –    | 0      |
| 2006    | Kris Meeke                  | Citroën C2 S1600           | MON     | ZWE     | MEX     | SPA 19  | FRA DNF | ARG     | ITA     | GRI     | DUI 16  | FIN DNF | JPN     | CYP     | TUR 20 | AUS     | NZL     | GBR DNF | –    | 0      |
| 2007    | Kris Meeke                  | Subaru Impreza WRC2006     | MON     | ZWE     | NOO     | MEX     | POR     | ARG     | ITA     | GRI     | FIN     | DUI     | NZL     | SPA     | FRA    | JPN     | IER DNF | GBR     | –    | 0      |
| 2008    | Kris Meeke                  | Renault Clio S1600         | MON     | ZWE     | MEX     | ARG     | JOR     | ITA     | GRI     | TUR     | FIN     | DUI 24  | NZL     |         |        |         |         |         | –    | 0      |
| 2008    | Interspeed Racing Team      | Renault Clio R3            |         |         |         |         |         |         |         |         |         |         |         | SPA DNF | FRA    | JPN     | GBR     |         | –    | 0      |
| 2011    | MINI WRC Team               | Mini John Cooper Works WRC | ZWE     | MEX     | POR     | JOR     | ITA DNF | ARG     | GRI     | FIN DNF | DUI DNF | AUS     | FRA DNF | SPA 5   | GBR 4  |         |         |         | 11   | 25     |
| 2013    | Abu Dhabi Citroën Total WRT | Citroën DS3 WRC            | MON     | ZWE     | MEX     | POR     | ARG     | GRI     | ITA     | FIN DNF | DUI     |         |         |         |        |         |         |         | –    | 0      |
| 2013    | Citroën Total Abu Dhabi WRT | Citroën DS3 WRC            |         |         |         |         |         |         |         |         |         | AUS DNF | FRA     | SPA     | GBR    |         |         |         | –    | 0      |
| 2014    | Citroën Total Abu Dhabi WRT | Citroën DS3 WRC            | MON 3   | ZWE 10  | MEX DNF | POR DNF | ARG 3   | ITA 18  | POL 7   | FIN 3   | DUI DNF | AUS 4   | FRA 3   | SPA 19  | GBR 6  |         |         |         | 7    | 92     |
| 2015    | Citroën Total Abu Dhabi WRT | Citroën DS3 WRC            | MON 10  | ZWE 7   | MEX 16  | ARG 1   | POR 4   | ITA 24  | POL 7   | FIN 17  | DUI 12  | AUS 3   | FRA 4   | SPA 5   | GBR 2  |         |         |         | 5    | 112    |
| 2016    | Abu Dhabi World Rally Team  | Citroën DS3 WRC            | MON DNF | ZWE 23  | MEX     | ARG     | POR 1   | ITA     | POL     | FIN 1   | DUI     | CHN C   | FRA 16  | SPA DNF | GBR 5  | AUS     |         |         | 9    | 64     |
| 2017    | Citroën Total Abu Dhabi WRT | Citroën C3 WRC             | MON DNF | ZWE 12  | MEX 1   | FRA DNF | ARG DNF | POR 18  | ITA DNF | POL     | FIN 8   | DUI DNF | SPA 1   | GBR 7   | AUS 7  |         |         |         | 7    | 77     |
| 2018    | Citroën Total Abu Dhabi WRT | Citroën C3 WRC             | MON 4   | ZWE DNF | MEX 3   | FRA 9   | ARG 7   | POR DNF | ITA DNS | FIN     | DUI     | TUR     | GBR     | SPA     | AUS    |         |         |         | 8    | 43     |
| 2019    | Toyota Gazoo Racing WRT     | Toyota Yaris WRC           | MON 6   | ZWE 6   | MEX 5   | FRA 9   | ARG 4   | CHL 10  | POR DNF | ITA 8   | FIN DNF | DUI 2   | TUR 7   | GBR 4   | SPA 30 | AUS C   |         |         | 6    | 98     |

* Seizoen loopt nog.

#### Overwinningen
| # | Seizoen | Rally                                     | Navigator  | Auto            |
| - | ------- | ----------------------------------------- | ---------- | --------------- |
| 1 | 2015    | 35º XION Rally Argentina                  | Paul Nagle | Citroën DS3 WRC |
| 2 | 2016    | 50º Vodafone Rally de Portugal            | Paul Nagle | Citroën DS3 WRC |
| 3 | 2016    | 66th Neste Rally Finland                  | Paul Nagle | Citroën DS3 WRC |
| 4 | 2017    | 14º Rally Guanajuato México               | Paul Nagle | Citroën C3 WRC  |
| 5 | 2017    | 53º Rally RACC Catalunya - Costra Daurada | Paul Nagle | Citroën C3 WRC  |

## Overige internationale overwinningen

#### Intercontinental Rally Challenge
| Seizoen | Rally                               | Navigator  | Auto              |
| ------- | ----------------------------------- | ---------- | ----------------- |
| 2009    | 29º Rally Internacional de Curitiba | Paul Nagle | Peugeot 207 S2000 |
| 2009    | 44º SATA Rallye Açores              | Paul Nagle | Peugeot 207 S2000 |
| 2009    | 45th Belgium Ypres Westhoek Rally   | Paul Nagle | Peugeot 207 S2000 |
| 2009    | 51º Rallye Sanremo                  | Paul Nagle | Peugeot 207 S2000 |
| 2010    | 30º Rally Internacional de Curitiba | Paul Nagle | Peugeot 207 S2000 |